# Tanytarsus parcepilosus
Tanytarsus parcepilosus är en tvåvingeart som beskrevs av Jean-Jacques Kieffer 1918. Tanytarsus parcepilosus ingår i släktet Tanytarsus och familjen fjädermyggor.
Artens utbredningsområde är Turkiet. Inga underarter finns listade i Catalogue of Life.